# Szentgotthárdi VSE (teke)
A Szentgotthárdi VSE tekeszakosztálya Szentgotthárd tekecsapata, amely a Positive Adamsky Szuperligában szerepel.

## Elnevezései
Teljes nevének (Szentgotthárdi VSE) használata a köznyelvben ritka, inkább csak Gotthárdként hivatkoznak a sajtóban.

## Története
A Szentgotthárdi VSE (Szentgotthárdi Városi Sportegyesület) 1902-ben alakult, jelenlegi elnöke Tróbert József.
Játékosai számos eredményt értek el világbajnokságokon, például 2021-ben a szlovéniai Kranjban Oswald Dániel és Cserpnyák Martin tandem-világbajnokok lettek. Az évek során a klub számos versenyre jutott ki, mint például az NBC-kupa, amit évente rendeznek.

## Pálya
A Szentgotthárdi VSE mérkőzéseit a Szentgotthárdi VSE Kossuth utca 57 szám alatt játssza. A pálya ezelőtt öntött volt, ami már nem felelt meg az előírásoknak. A pályát 2014-ben "elemes" pályává alakították, amit a német Pauly Kegelbahnen GmbH végzett el. A pálya modern, nemzetközi mérkőzésekre is alkalmas.

## Játékoskeret
Utolsó módosítás: 2023. augusztus 24.
A vastaggal jelzett játékosok felnőtt válogatottsággal rendelkeznek.
A dőlttel jelzett játékosok ifjúsági válogatottsággal rendelkeznek.
| Név                | Nemzetiség   | Születési hely | Születési idő | Korábbi csapat   |
| ------------------ | ------------ | -------------- | ------------- | ---------------- |
| Ifjúsági játékosok |              |                |               |                  |
| Borsos Bence       | Magyarország | Zalaegerszeg   | 2001.08.10.   | Zalaegerszegi TK |
| Karba Bálint       | Magyarország | Szentgotthárd  | Nem publikus  | Nincs            |
| Karba Noel         | Magyarország | Körmend        | Nem publikus  | Nincs            |
| Kropf Bence        | Magyarország | Nem publikus   | Nem publikus  | Nincs            |
| Reibling Olivér    | Magyarország | Nem publikus   | Nem publikus  | Nincs            |
| Oswald Dániel      | Magyarország | Zalaegerszeg   | 2003.10.21.   | Zalaegerszegi TK |
| Felnőtt játékosok  |              |                |               |                  |
| Cseh Bence         | Magyarország | Körmend        | Nem publikus  | Zalaegerszegi TK |
| Cserpnyák Árpád    | Magyarország | Szentgotthárd  | Nem publikus  | Nincs            |
| Horváth Viktor     | Magyarország | Szentgotthárd  | Nem publikus  | Nincs            |
| Járfás László      | Magyarország | Zalaegerszeg   | 1983.04.10.   | Zalaegerszegi TK |
| Karba Bálint       | Magyarország | Szentgotthárd  | Nem publikus  | Nincs            |
| Karba Noel         | Magyarország | Körmend        | Nem publikus  | Nincs            |
| Oswald Dániel      | Magyarország | Zalaegerszeg   | 2003.10.21.   | Zalaegerszegi TK |
| Pákai Zsolt        | Magyarország | Nagyatád       | 1989.06.26.   | Zalaegerszegi TK |
| Takács Tamás       | Magyarország | Lenti          | 1985.05.01.   | Zalaegerszegi TK |